# Фотин Солунски
Фотин Солунски (на гръцки: Φωτεινός, Фотинос) е православен духовник, дякон от V век, играл роля при появата на Акакиевата схизма.

## Биография
Фотин е от втория по големина град на Византийската империя Солун. Ученик е на патриарх Акакий I Константинополски (471 – 489) и дякон. Акакий подкрепя Енотикона – христологичен документ от 482 година, издаден от император Зенон (474 – 475, 476 – 491), който има за цел да примири привърженицие на Халкидонската догма и техните противници. Заради това папа Феликс III на 22 юли 484 година свиква събор, на който Акакий Константинополски е отлъчен и така се получава Акакиевата схизма между Константинополската и Римската църква.
Дякон Фотин Солунски е изпратен при папа Анастасий II (496 – 498) от митрополит Андрей Солунски, също привърженик на Енотикона. Папа Анастасий е умерен и се опитва да разреши конфликта между двете църкви и позволява на еретичния от гледна точка на Рим дякон, наречен от предшественика му папа Геласий II акакист, да вземе участие в Светата евхаристия. Фотин не приема подадената за мир ръка, но действията на папата пораждат у западните християни съмнения за православието на неговите възгледи. Скоро след Фотиновата визита папа Анастасий II умира в 498 година и много християни за на запад приемат смъртта му като Божи знак, и така разделението между Западната и Източната църква се задълбочава още повече и се стига до Лаврентиевата схизма.
В началото на XIV век Фотин е споменат от Данте в „Ад“ от „Божествена комедия“ в шестия кръг на ада, заедно с други еретици и папа Анастасий, който очевидно е бил въведен в заблуда според някои западни християни. Според модерните изследователи това е случай на объркана идентичност, като Данте не е имал предвид папа Анастасий, а неговия съименник и съвременник император Анастасий I (491 – 518).